# Abronia martindelcampoi
Abronia martindelcampoi е вид влечуго от семейство Слепоци (Anguidae). Видът е застрашен от изчезване.

## Разпространение
Разпространен е в Мексико.